# ドルツク
ドルツク（ベラルーシ語: Друцк）はベラルーシ・ヴィーツェプスク州タラチィン地区(be)タラチィン村ソヴィエト(bex)の村落（ベラルーシ語: аграгарадок）である。ドルツィ川の右岸に位置し、マヒリョウ州との境界に近い。人口は1991年の時点で260人。
キエフ・ルーシ時代にはルーシの都市の一つだった。最初はポロツク公国に属していたが、後にドルツク公国の首都となった。現在は都市の内城や都市界隈の廃墟が残っている。また、ドルツィ川左岸には都市郊外の商工地帯やクルガン様式のネクロポリスが残っている。調査による多数の発見が、手工業・商業・文字体系の発展を証明している。キエフ・ルーシ時代の後はドルツキー家(be)の所領となった。

## 歴史

### キエフ・ルーシ期
『ドルツクの福音書』(be)から、10世紀には既に街があったことが確認されている。また発掘調査から、1001年には最初の教会が建てられていたことが証明されている。年代記での初出は1092年である。なお『モノマフの庭訓』(ru)の中では、1078年の出来事に関する回想の中に名が上がっている。位置的にはドルツクはヴァリャーグからギリシアへの道の一部である、西ドヴィナ川への連水陸路の一つに面して建設された。
11世紀 - 12世紀に、ドルツクはポロツク公国の一部となった。フセスラフの治世の後の争いの時代に、街はポロツク公位をめぐる争いに巻き込まれた。1101年にドルツク公国の首都となり、1116年にほぼ完全に破壊されたが、再び復興された。街は強化され、ドルツク公国は、ポロツク公国の内外への影響力を高めようと画策しはじめた。
1151年、ポロツク公位を追われたログヴォロドがスルツクへ逃亡するのを助け、ログヴォロドのポロツク公復帰を支援する意志を表明した。1158年にチェルニゴフ公スヴャトスラフの援助を受けたログヴォロドがドルツクへ赴いたとき、ドルツクの人々は街からグレプ（当時のポロツク公ロスチスラフの子）を追放した。ロスチスラフが報復攻撃を始めると、ログヴォロドを擁護するドルツクの人々は頑強に抵抗した。この争いは結果としてはログヴォロドが妥協し、ポロツク公位の請求権を放棄し、ドルツクに公として留まった（なお、ログヴォロドは1159年に再びポロツク公となる。）
ドルツクは13世紀初めに全盛期を迎え、14世紀の初めにはリトアニア大公国の一部となった。

### リトアニア大公国期
リトアニアの支配下において、街は細分化され、ドルツキー家から派生した分家や、以前にドルツク公国の一部を受領していた人々などによって支配された。考古学的研究や文書史料は、当時のドルツクが重要な防衛拠点だったことを証明している。
ドイツ人ヨハン・ゲオルグ・コルブの17世紀末の記述によると、16世紀のドルツクは周囲7マイルの広さがあり、200の美しい聖堂で有名だったが、過酷な戦争でことごとく焼失し、荒廃したという。考古学的史料によると、火災か包囲戦による街の崩壊は、15世紀末から16世紀初めのこととされる。
リトアニア大公国とモスクワ大公国との戦争で、ドルツクの所有権は両者の間を行き来した。17世紀までドルツク城が存在していたが、街も城も破壊と復元が繰り返された。ドルツクは政治・経済・軍事的価値を失い、またリトアニア・モスクワ双方への課税によって、人口減少が引き起こされた。

## 観光
- 城址（11世紀 - 16世紀）
- ゴルドジャルコフスキー家の屋敷（19世紀末 - 20世紀初）
- 生神女誕生教会（2001年）